# Rupienka
Rupienka (672 m n.p.m.) lub Rupieńka – wyraźne obniżenie w głównym, wododziałowym grzbiecie Karpat Zachodnich, pomiędzy szczytami Ochodzita i Trojaki.
W regionalizacji Polski według Jerzego Kondrackiego przełęcz Rupienka znajduje się w Beskidzie Śląskim i położona jest w obrębie obniżenia, rozgraniczającego właściwy zrąb Beskidu Śląskiego na północy od Beskidu Żywieckiego na południu i zwanego Bramą Koniakowską. W nowszej regionalizacji znajduje się na obszarze Międzygórza Jabłonkowsko-Koniakowskiego.
Przełęcz Rupienka stanowi przejście między doliną Czadeczki na zachodzie (sprowadza w nią wygodna droga) a doliną Czernej na wschodzie. Nazwa, nadana tej przełęczy przez turystów, pochodzi od leżącego na północ od niej (na stoku Ochodzitej) przysiółka Rupienka. Przez przełęcz biegną znaki niebieskie szlaku turystycznego ze Zwardonia na Baranią Górę, zaczyna się szlak turystyczny żółty w kierunku Koniakowa i zielony w stronę Wierch Czadeczki, Jaworzynki i Trójstyku.
Przełęcz znajduje się na granicy lasu i pól wsi Koniaków i biegnie przez nią granica między tą wsią a Zwardoniem.